# Matice soustavy
Matice soustavy,  též matice koeficientů, je v lineární algebře matice vytvořená z koeficientů neznámých proměnných soustavy lineárních rovnic. Matice se používá pro určení množiny řešení soustavy.

## Definice
Soustavu {\displaystyle m} lineárních rovnic o {\displaystyle n} neznámých lze obecně zapsat ve tvaru
{\displaystyle {\begin{array}{rcr}a_{11}x_{1}+a_{12}x_{2}+\dots +a_{1n}x_{n}&=&b_{1}\\a_{21}x_{1}+a_{22}x_{2}+\dots +a_{2n}x_{n}&=&b_{2}\\&\vdots &\\a_{m1}x_{1}+a_{m2}x_{2}+\dots +a_{mn}x_{n}&=&b_{m}\\\end{array}}}
kde {\displaystyle x_{1},x_{2},...,x_{n}} jsou neznámé a čísla {\displaystyle a_{11},a_{12},...,a_{mn}} jsou koeficienty soustavy. Matice soustavy je matice typu {\displaystyle m\times n}, jejíž prvky na souřadnicích {\displaystyle i} a {\displaystyle j} jsou koeficienty {\displaystyle a_{ij}}:
{\displaystyle {\begin{pmatrix}a_{11}&a_{12}&\cdots &a_{1n}\\a_{21}&a_{22}&\cdots &a_{2n}\\\vdots &\vdots &\ddots &\vdots \\a_{m1}&a_{m2}&\cdots &a_{mn}\end{pmatrix}}}
Soustavu rovnic pak lze vyjádřit stručněji jedinou rovnicí 
{\displaystyle {\boldsymbol {Ax}}={\boldsymbol {b}}},
kde {\displaystyle {\boldsymbol {A}}} je matice soustavy a {\displaystyle {\boldsymbol {b}}} je sloupcový vektor pravých stran, též nazývaný vektor konstantních členů.

## Rozšířená matice soustavy
Rozšířená matice soustavy je přepis soustavy {\displaystyle m} lineárních rovnic o {\displaystyle n} neznámých
{\displaystyle {\begin{array}{rcr}a_{11}x_{1}+a_{12}x_{2}+\dots +a_{1n}x_{n}&=&b_{1}\\a_{21}x_{1}+a_{22}x_{2}+\dots +a_{2n}x_{n}&=&b_{2}\\&\vdots &\\a_{m1}x_{1}+a_{m2}x_{2}+\dots +a_{mn}x_{n}&=&b_{m}\\\end{array}}}
do rozšířené matice, kde k matici soustavy je přidán vektor pravých stran.
{\displaystyle ({\boldsymbol {A}}|{\boldsymbol {b}})=\left({\begin{array}{cccc|c}a_{11}&a_{12}&\cdots &a_{1n}&b_{1}\\a_{21}&a_{22}&\cdots &a_{2n}&b_{2}\\\vdots &\vdots &\ddots &\vdots &\vdots \\a_{m1}&a_{m2}&\cdots &a_{mn}&b_{m}\end{array}}\right)}

## Hodnost matice
Podle Frobeniovy věty nemá soustava rovnic žádné řešení, pokud hodnost {\displaystyle r} rozšířené matice soustavy je větší než hodnost matice soustavy. Jsou-li naopak hodnosti obou matic stejné, má soustava alespoň jedno řešení. Řešení je jednoznačné, právě když hodnost {\displaystyle r=\operatorname {rank} {\boldsymbol {A}}} je rovna počtu proměnných {\displaystyle n}. Je-li proměnných více, pak lze {\displaystyle n-r} volným proměnným přiřadit libovolnou hodnotu a dopočítat řešení. Odlišné volby hodnot volných proměnných vedou k odlišným řešením soustavy.

## Dynamické rovnice
Maticová diferenční rovnice prvního řádu s konstantním členem má tvar
{\displaystyle {\boldsymbol {y}}_{t+1}={\boldsymbol {A}}{\boldsymbol {y}}_{t}+{\boldsymbol {c}},}
kde {\displaystyle {\boldsymbol {A}}} je čtvercová matice řádu {\displaystyle n} a {\displaystyle {\boldsymbol {y}}} a {\displaystyle {\boldsymbol {c}}} jsou {\displaystyle n}-složkové vektory. Tato soustava konverguje k rovnovážnému stavu  {\displaystyle {\boldsymbol {y}}}, právě když absolutní hodnoty všech {\displaystyle n} vlastních čísel matice {\displaystyle {\boldsymbol {A}}} jsou menší než 1.
Maticová diferenciální rovnice prvního řádu s konstantním členem má tvar
{\displaystyle {\frac {d{\boldsymbol {y}}}{dt}}={\boldsymbol {Ay}}(t)+{\boldsymbol {c}}}.
Tato soustava je stabilní, právě když všech {\displaystyle n} vlastních čísel matice {\displaystyle {\boldsymbol {A}}} má záporné reálné části.